# Counterparts
Counterparts — пятнадцатый студийный альбом канадской рок-группы Rush, выпущенный в 1993 году. Занял второе место в хит-параде Billboard 200. Композиция «Leave That Thing Alone» была номинирована на премию Грэмми в категории «Лучшая инструментальная композиция» (англ. Best Instrumental).

## Запись альбома
После туров в поддержку Roll the Bones группа приступила к сочинению материала для следующего альбома. Группа «стремилась найти баланс между разнообразностью и утончённостью… и подойти более органично с сочинению музыки». Так же, как и ранее, Ли и Лайфсон работали над музыкой, в то время как Пирт сосредоточился на лирике. Группа столкнулась с техническими проблемами во время подготовки к записи, но смогла завершить подготовку в срок. Запись альбома прошла с апреля по июнь 1993 года в студии Le Studio в Морин-Хайтс, Квебек.
Группа отмечала особое влияние групп Primus и Pearl Jam, с которыми группа проводила совместный тур в поддержку предыдущего альбома.

## Песни
На песню «Stick It Out» был снят видеоклип, получивший ротацию на MTV. Главный гранжевый рифф песни написан Алексом Лайфсоном.
На песне «Between Sun & Moon» соавтором текста стал Пай Дюбуа.
«Leave That Thing Alone» — инструментальный трек, навеянный джем-сессиями группы. Название композиции отсылает к другому инструменталу, «Where’s My Thing?» из альбома Roll the Bones.

## Список композиций
Все тексты написаны Нилом Пиртом, кроме указанных, вся музыка написана Алексом Лайфсоном и Гедди Ли.
| №   | Название                                            | Длительность |
| --- | --------------------------------------------------- | ------------ |
| 1.  | «Animate»                                           | 6:04         |
| 2.  | «Stick It Out»                                      | 4:30         |
| 3.  | «Cut to the Chase»                                  | 4:47         |
| 4.  | «Nobody's Hero»                                     | 4:59         |
| 5.  | «Between Sun & Moon» (Текст песни: Пирт, Пай Дюбуа) | 4:39         |
| 6.  | «Alien Shore»                                       | 5:46         |
| 7.  | «The Speed of Love»                                 | 5:01         |
| 8.  | «Double Agent»                                      | 4:51         |
| 9.  | «Leave That Thing Alone» (инструментальная)         | 4:06         |
| 10. | «Cold Fire»                                         | 4:29         |
| 11. | «Everyday Glory»                                    | 5:11         |

## Участники записи
- Гедди Ли — бас-гитара, вокал, синтезатор
- Алекс Лайфсон — гитара
- Нил Пирт — ударные и перкуссия
- Майкл Кэймен — аранжировки струнных инструментов и дирижирование («Nobody’s Hero»)
- Джон Вебстер — дополнительные клавишные

## Продажи
| Страна | Организация | Продажи              |
| США    | RIAA        | Золотой (500 000)    |
| Канада | RIAA        | Платиновый (100 000) |

## Хит-парады
| Чарт (1993)                              | Наивысшая позиция |
| ---------------------------------------- | ----------------- |
| Canadian Albums (RPM)                    | 6                 |
| Нидерланды (Album Top 100)               | 56                |
| Finnish Albums (Suomen virallinen lista) | 13                |
| Германия (Offizielle Top 100)            | 47                |
| Швеция (Sverigetopplistan)               | 45                |
| Великобритания (UK Albums Chart)         | 14                |
| США (Billboard 200)                      | 2                 |